# Onychogomphus trinus
Onychogomphus trinus är en trollsländeart som först beskrevs av Navás 1936.  Onychogomphus trinus ingår i släktet Onychogomphus och familjen flodtrollsländor. Inga underarter finns listade i Catalogue of Life.